# Seth Engström
Seth Engström, född 6 december 1987 i Tyresö församling, Stockholms län, är en svensk illusionist samt flerfaldig svensk och nordisk mästare i kortmagi.
Engström har studerat magi hos Chavez Studio of Magic i Los Angeles.  Han har utvecklat flera egna trick och tekniker. Engström är välkänd för sin skicklighet i att räkna kort och ge sig själv ett övertag i Black Jack och detta har resulterat i att han är portad från de flesta kasinon. 
Seth Engström var en av sex som representerade Sverige i trolleri-VM 2006 och var även tävlingens yngste deltagare. Han placerade sig på andra plats i programmet Talang 2008 som visades på TV4 våren 2008.